# Svenne Hedlund
Sven Ove ("Svenne") Hedlund (født 1. marts 1945 i Solna, død 3. december 2022 ) var en svensk popsanger. Han var medlem af musikgruppen Idolerna.
Hedlund var medlem af grupperne Hep Stars og Clifftones i 1960'erne. Han dannede også gruppen Svenne & Lotta med Lotta Hedlund (også medlem af Hep Stars).

## Eksterne kilder og henvisninger
- Wikimedia Commons har flere filer relateret til Svenne Hedlund
- Svenne Hedlund på DR musik
- Svenne Hedlund på Allmusic
- Svenne Hedlund på Allmusic
- Svenne Hedlund på Discogs
- Svenne Hedlund på MusicBrainz
- Svenne Hedlund på Last.fm
- Svenne Hedlund på Last.fm
- Svenne Hedlund på SoundCloud
- Svenne Hedlund på SoundCloud
- Svenne Hedlund på Internet Movie Database (engelsk)
- Svenne Hedlund på Svensk Filmdatabas (svensk)
- Svenne Hedlund på Rotten Tomatoes (engelsk)
- Svenne Hedlund på The Movie Database (engelsk)
- hd.se om Hedlunds 60 års fødselsdag. (svensk)